# Otto Rasmussen

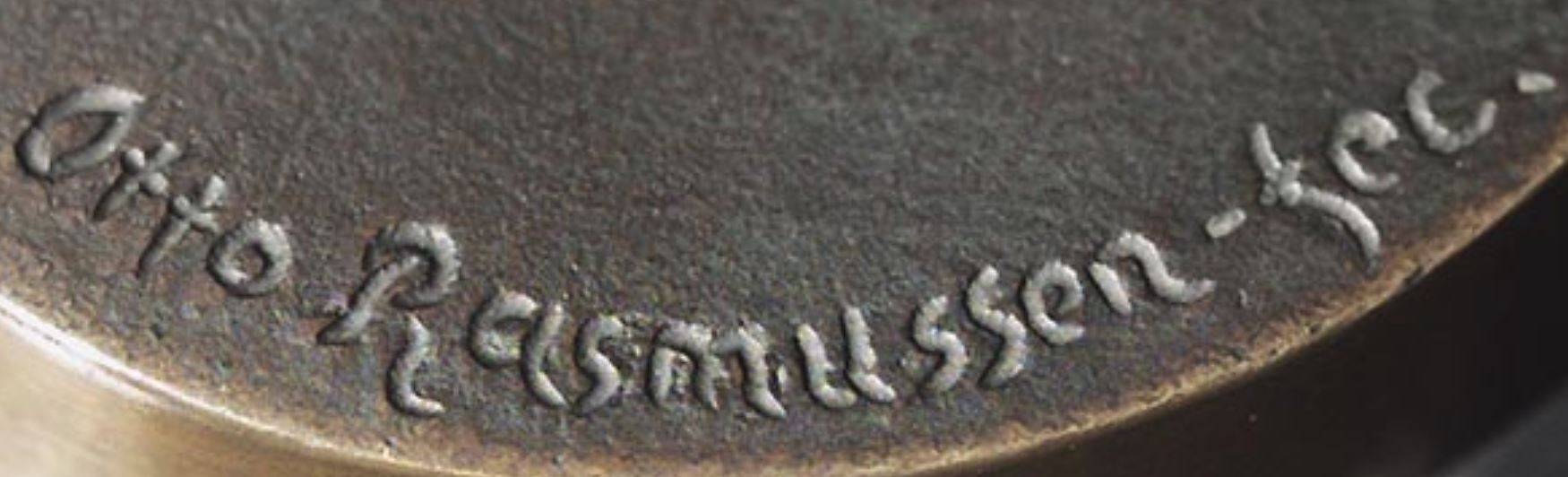
Signatur Otto Rasmussen fecit

Otto Rasmussen (* 2. Mai 1845 in Berlin; † wahrscheinlich nach 1912) war ein deutscher Bildhauer.

## Leben
Über Rasmussens Leben ist in der Literatur wenig bekannt. Er studierte an der Kunstakademie in Berlin und ließ sich anschließend in Dresden nieder.

## Werke (Auswahl)
Rasmussens Statuetten aus Bronze zeigen vielfach weibliche und männliche Akte, oftmals auch mit mythologischen Sujets, die er gelegentlich mit Pferdemotiven kombinierte. Andere seiner Arbeiten zeigen Hunde oder Löwen. Seine Werke waren häufig auf Plinthen aus Marmor angebracht.
- Schmied, 1880–1900.[1]
- Frauenakt in Siegespose, um 1900[2]
- Kämpfende Löwen, 1888[3]
- Amazonenakt mit einem Speer zu Pferd[3]
- Amazone zu Pferd, 1900[3]
- Taenzerin mit Castagnetten, Frauenakt, 1885–1900[3]
- Geschwisterpaar, 1912[3]
- Stehender weiblicher Akt[3]
- Pan als Obelisk[3]
- Männlicher Akt[3]
- Weibliche Akt mit Kugel[3]
- Stehender Jagdhund[3]
- Opfer für Priapus[3]
- Satyre[3]
- Stehender weiblicher Akt an Hengst gelehnt[3]
- Friedrich II., der Große[4]